# Heiligenstadt (Adelsgeschlecht)
Heiligenstadt war der Name eines  alten thüringischen Adelsgeschlechts  in Heiligenstadt im Eichsfeld.

## Geschichte
Zu Beginn des 12. Jahrhunderts  wurden erstmals Angehörige eines Adelsgeschlechtes von Heiligenstadt als Ministerialen der Mainzer Kurfürsten in Heiligenstadt erwähnt, sie waren vermutlich hiesige Vögte oder Münzer ohne eigenen Burgbesitz. Wie lange das Adelsgeschlecht in Heiligenstadt wohnte ist nicht belegt, im 14. und 15. Jahrhundert war dann ein Familienzweig in Witzenhausen und im angrenzenden Werratal ansässig und begütert. Danach sind keine schriftlichen Erwähnungen mehr nachweisbar.

## Vertreter der Adelsfamilie
- Arnold von Heiligenstadt (1123 als Zeuge in Erfurt[2], 1125 vermutlich als Zeuge mit seinem Sohn Hugo auf dem Rusteberg[3], 1135)
- Hugo von Heiligenstadt (1135, 1139[4])
- Hugo (minor) von Heiligenstadt (1144)
- Dietrich Goswin von Heiligenstadt (1364), Propst im Kloster Beuren und Jutta Alboldis von Heiligenstadt Küsterin im selbigen Kloster[5]
- Konrad von Heiligenstadt (Heylingestat) (1367), Scholaster der Kirche zu Bibra[6]
- Geschwister Hartmut (Priester), Hermann und Cyne zu Witzenhausen
  - 1358 werden Hartmut und Herman in einer Urkunde des hessischen Landgrafen in Witzenhausen erwähnt[7]
  - 1369 erhalten die Geschwister von Landgraf Heinrich von Hessen Gericht und Vogtei über ihre Güter in Ermschwerd bei Witzenhausen[8]
- Bertold von Heiligenstadt (1362), erwähnt in einer Urkunde des Landgrafen Heinrich von Hessen, wo die von Berlepsch zu Erbamtleuten und Erbkämmerern gemacht werden[9]
- Dietrich von Heiligenstadt (1362), Abt? im Kloster Reifenstein[10]
- Hermann von Heiligenstadt (vermutlich ein Sohn von Hermann)
  - 1414 Landgraf Ludwig belehnt Hermann mit einem Hof in Ermschwerd[11]
  - 1426 verkaufen die Steinmühle, die sie 1398 erworben haben, an das Kloster Witzenhausen
  - 1445 verkauft er eine Wiese und 1448 das Vorwerk in Wendershausen bei Witzenhausen an den hessischen Landgrafen[12]